# Harada Sanosuke
Harada Sanosuke (jap. 原田 左之助; * 1840 in Iyo; † 6. Juli 1868) war ein Samurai der Bakumatsu Ära und der Korpsführer der 10. Einheit der Shinsengumi, einer Polizeieinheit in Kyōto, die den Sturz des Shōgunats in Japan verhindern wollte.

## Leben
Harada Sanosuke wurde 1840 im damaligen Daimyat Matsuyama, Provinz Iyo (also in der heutigen Stadt Matsuyama, Präfektur Ehime) geboren. Als Sohn eines Samurai aus dem niederen Adelsstand arbeitete er in seiner Jugend als Diener (chugen) für einen reicheren Samurai.
Als Freund Kondō Isamis besuchte er oft dessen Shieikan-Dōjō und als dieser beschloss nach Kyōto zu gehen, um für das Shōgunat zu kämpfen, schloss sich Harada ihm an. Er trat zusammen mit Kondō, Hijikata Toshizō, Okita Sōji, Nagakura Shimpachi und anderen in die Rōshigumi ein und folgte seinen Begleitern, als diese sich von der Truppe trennten, um später die Shinsengumi zu gründen.
Dort wurde er Korpsführer der 10. Einheit. Er trainierte in einem Dōjo, das Tani Sanjurō gehörte, welchen er für die Shinsengumi begeistern konnte und welcher dort Korpsführer der 7. Einheit wurde. Vize-Kommandeur Hijikata brachte Harada großes Vertrauen entgegen, daher war er auch in vielen wichtigen Missionen eingesetzt worden. Harada Sanosuke hat höchstwahrscheinlich auch an der Ermordung des ersten Kommandanten Serizawa Kamo teilgenommen. Als historisch bewiesen gilt, dass an der Ermordung Uchiyamada Hikojirōs, dem Ikedaya-Zwischenfall und der Eliminierung der Gruppe um Itō Kashitaro beteiligt war. Die Anklage, Sakamoto Ryōma ermordet zu haben, mit der er zu seinen Lebzeiten konfrontiert worden war, ist durch Quellen nicht belegt. Haradas Mittäterschaft wird daher ausgeschlossen, auch wenn als sicher gilt, dass die Shinsengumi für Sakamotos Tod verantwortlich ist.
Harada Sanosuke verließ die Shinsengumi zusammen mit Nagakura Shinpachi 1868, zwei Monate nach der Schlacht von Toba-Fushimi, aufgrund von Meinungsverschiedenheiten mit Kommandeur und langjährigen Freund Kondō. Er gründete mit seinem Freund die Seiheitai, aus der er kurze Zeit später aber wieder austrat um der Shōgitai beizutreten. Beide Milizen kämpften ebenfalls für das Shōgunat.
Harada erlag am 6. Juli 1868 im Alter von 28 Jahren seinen Wunden, die er in der Schlacht von Ueno davongetragen hatte.
Harada war kein Schwertkämpfer, er benutzte einen Speer und kämpfte im Stil der Hozōin Schule. Er soll furchtlos, aber sehr temperamentvoll gewesen sein. Einmal versuchte er aufgrund eines Streits Seppuku zu begehen, aber er überlebte und trug seitdem eine Narbe auf seinem Unterleib. Er soll sehr fürsorglich sowohl mit seinen Untergebenen als auch mit seiner Frau Masa und deren gemeinsamen Kind Shigeru umgegangen sein.

## Gerücht
Es gab das Gerücht, dass er nicht 1868 gestorben ist, sondern nach China ging, um dort Anführer einer militärischen Gruppe zu werden. Es soll einen alten Mann im Ersten Japanisch-Chinesischen Krieg gegeben haben, der sich Harada Sanosuke genannt haben soll. Diese Information wurde in einer Zeitschrift von 1965 abgedruckt, wird von Historikern aber als falsch bezeichnet.

## In der Literatur
Da die Geschichte der Shinsengumi in Japan ein beliebtes Thema ist, wurde sie auch in verschiedenen Werken aufgegriffen. So erscheint Harada in der Figur von Sagara Sanosuke in Nobuhiro Watsukis Manga Rurouni Kenshin als leichtlebiger Schläger. Auch im Manga Peace Maker Kurogane von Nanae Chrono wird Harada als lustiger und etwas grober Samurai dargestellt. Ebenfalls der Shinsengumi widmet sich der Manga Kaze Hikaru. Außerdem wird er auch in den Romanen Moeyo Ken und Shinsengumi Keppuroku von Shiba Ryōtarō genannt. Auch Fernsehserien wie das Drama Shinsengumi! thematisieren die Truppe. Dort wird Harada von Yamamoto Taro gespielt.
| Personendaten    | Personendaten                          |
| ---------------- | -------------------------------------- |
| NAME             | Harada, Sanosuke                       |
| ALTERNATIVNAMEN  | 原田 左之助 (japanisch)                |
| KURZBESCHREIBUNG | Kapitän einer japanischen Schutztruppe |
| GEBURTSDATUM     | 1840                                   |
| GEBURTSORT       | Iyo                                    |
| STERBEDATUM      | 6. Juli 1868                           |